# Premiership Rugby
La PREM Rugby, oficialmente conocida como Gallagher PREM Rugby o Gallagher PREM por razones de patrocinio y anteriormente conocido como Premiership Rugby, es la máxima competición oficial de clubes de rugby de Inglaterra. Esta competición se jugó por primera vez en 1987 y se convirtió al profesionalismo en 1996. Es la liga nacional más poderosa de Europa tras el Top 14 de Francia.
En la actualidad cuenta con diez equipos. Los participantes se clasifican para las dos competiciones de clubes europeas: la Copa de Campeones y la Copa Desafío Europeo. El último clasificado de cada temporada desciende al Campeonato RFU, en tanto que el campeón de segunda división asciende (si cumple con los requisitos mínimos impuestos por la liga).
El nombre de la liga inglesa de rugby ha cambiado de denominación en varias ocasiones: Desde su comienzo en 1987 hasta 1997) se denominó Courage League, posteriormente Allied Dunbar League (1997-2001), Zürich Premiership (2001-2005), Guinness Premiership hasta el 2013, y actualmente Aviva Premiership.
Leicester Tigers es el equipo de mayor palmarés con 11 títulos, seguido de Bath y Wasps con seis.

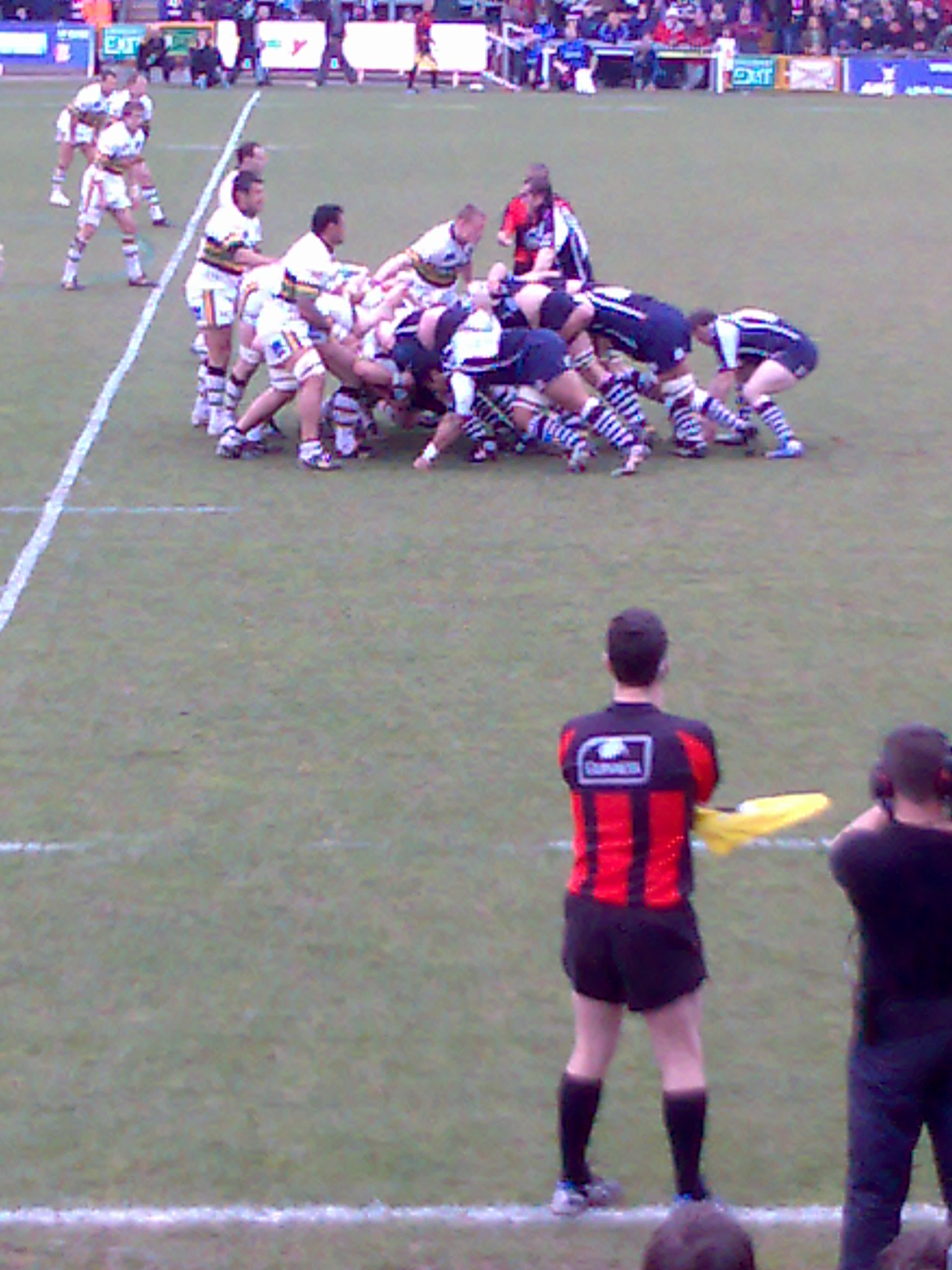
Partido entre los Bristol Shoguns y los Northampton Saints.

## Historia

### Los comienzos: Rugby Inglés hasta 1972
Hasta 1972, la autoridad del Rugby XV en Inglaterra, la Rugby Football Union (RFU) se resistió a la creación de una liga porque se creía que las ligas incrementarían el "juego sucio" y por la presión que pondría sobre los clubes y jugadores (rompiendo, por tanto, con el espíritu amateur del juego). En vez de eso, los clubes organizaban sus propios amistosos y tenían partidos tradicionales. Los únicos torneos organizados eran las County Cups y el County Championship (algo así como Las Copas del Condado y el Campeonato del Condado), que al principio eran jugados por clubes y más tarde por selecciones del Condado. Periódicos como The Daily Telegraph y algunos locales (como el Yorkshire Post) sumaban los "méritos" de los equipos basándose en los partidos disputados, pero como la dureza del calendario variaba, era una mejor estimación de la calidad del equipo la media de la temporada.

### Copas y Ligas: 1972 - 1995
En 1972 la RFU aprobó la creación de un Copa Nacional conocida ahora como la Anglo-Welsh Cup basada primero en las listas de méritos regionales y después, a mediados de los 80 del siglo pasado, en la lista nacional. Uno de los damnificados de ir hacia ligas competitivas fue la pérdida de los partidos tradicionales ya que el nuevo calendario no dejaba mucho tiempo para ser jugados.
El sistema de liga fue evolucionado desde sus comiendos en 1987 cuando las Courage Leagues ("Ligas del Valor") se formaron, una liga piramidal con 1000 clubs jugando en 108 ligas cada una con sus ascenso y descenso.
En la primera temporada, los clubes esperaban organizar el calendario para que fueran fechas convenientes para ambos. Esa primera temporada se jugó sin calificación, con clubes en los más altos niveles de las ligas nacionales recibiendo crecientes apoyos, interés tanto de panaderos locales como de compañías nacionales tanto como jugadores de mayor nivel que estaban expuestos a una competición regular. Además, los miedos de que las ligas pudieran traer mayor grado de violencia al campo se probaron que eran completamente infundados.
La temporada siguiente, la RFU fijó los sábados como el día de los partidos, quitando a los clubes la responsabilidad de establecer la fecha de los partidos. No había una estructura de ida y vuelta en aquellas primeras temporadas, y solo se jugaban una vez uno contra el otro.
En 1994, la estructura de la liga se expandió e incluyó una segunda vuelta, haciendo por primera vez una liga con partidos de ida y vuelta. La temporada 1994-1995 fue la primera en ser emitida en directo por Sky Sports, una relación comercial que continúa hasta la actualidad.

### 1996: La llegada del profesionalismo
En la temporada 1996-1997 la liga se convirtió en profesional cuando los primeros ganadores fueron los Wasps RFC, uniéndose a Bath y Leicester como los únicos campeones de la primera década de historia de la liga. Clubes como los Saracens, Newcastle y Northampton fueron capaces de atraer a ricos benefactores, pero la era del profesionalismo también trajo sus desgracias, cuando clubes históricos como Richmond y London Scottish fueron forzados por su administración a descender.

### 2000: La Premiership y los Playoffs
Al comienzo de la temporada 2000-2001, la liga mudó su nombre al de Zurich Championship debido al patrocinio de esta marca de seguros. También en esta temporada hubo una reorganización de la estructura de la liga, ya que, se crearon unos play-off de 8 equipos, aunque el campeón de la liga regular se siguió considerando como el campeón Inglés ("Título de la Zurich Premiership") y el campeón de los playoff recibía el "Zurich Championship title" ("Título del Campeonato Zurich").
Durante la temporada 2001-2002 un controvertido sistema de play-off con solo partido de ida fue introducido. A media temporada, con Leicester lanzado a conquistar su cuarto título seguido, se decidió que el ganador de los playoffs fuera el campeón de la liga. Hubo una protesta de los aficionados y esta propuesta fue descartada, sin embargo, al año siguiente una propuesta parecida fue adoptada con la condición de que el ganador de la fase regular jugara contra el ganador del partido entre el segundo y el tercer clasificado para ganar el título. Se dio el caso de que aunque Gloucester ganara la liga por un amplio margen, se enfrentaron a tres semanas de espera hasta la final. Perdiendo su momento de forma y el segundo clasificado los Wasps (que habían vencido al tercer clasificado, el Northampton) los venció fácilmente en los play-offs. La estructura de playoff fue reformada en la temporada 2005-2006 en la que el primer clasificado debería jugar contra el cuarto en una semifinal, enfrentándose el segundo y tercer clasificado en otra y los vencedores de ambas se enfrentarían en la final.
Desde la implantación del sistema de playoff, solo dos equipos han ganado tanto la temporada regular como los play off en el mismo año: los Leicester Tigers en la 2000-2001 (primer año de playoffs) y Sale Sharks en la 2005-2006.

### La Supremacía de los Playoffs
Desde la temporada 2002-2003 el equipo Campeón Inglés ha sido el ganador de la Final del Campeonato. De todos los equipos de la Premiership, los London Wasps se han forjado una reputación de que controlan el formato de la competición a la perfección, obteniendo el campeonato en el 2003, 2004, 2005 y 2008. Sin embargo, los Wasps no han ganado la temporada regular en ninguna de esas temporadas. Realmente, el club londinense no ha ganado la liga regular desde que comenzaron los playoffs.
Sin embargo, el Gloucester Rugby se ha ganado una desafortunada reputación por haber ganado la temporada regular y perder en la final de la Premiership por poco en el 2003, 2007 y 2008. La única victoria de Gloucester en los playoffs, en 2002, ocurrió cuando los líderes de la liga, en esa ocasión Leicester, eran aún considerados como los Campeones Ingleses, siendo considerado secundario el título de Gloucester del Campeonato de la Premiership.
Además, hay que añadir que a partir de la temporada 2005-2006, una reorganización en la Copa Anglo-Galesa (EDF Energy Cup) y en la Copa Nacional (EDF Energy Trophy), hizo que los equipos de la Premiership fueran los únicos en disputar la Anglo-Welsh Cup y los equipos de las divisiones inferiores disputarán la Trophy. En 2012 los Harlequins conquistaron el título.
Para la temporada 2014-15, los clubes buscarán que sea una liga más competitiva, ya que subirá el tope salarial de la Premiership a 5 millones de libras.
Las cuatro franquicias galesas que participan de la Pro 12 (Cardiff Blues, Newport Dragons, Ospreys Rugby y Llanelli Scarlets), argumentando que es "para asegurar su futuro a largo plazo", mostraron su intención de participar en la Premiership ofreciendo 4 millones de libras cada uno para su ingreso a la liga. Varios clubes de la Premiership aceptaron la esta idea, pero esta posibilidad quedó descartada por el momento, ya que la RFU no le permitiría ingresar a la competencia a los clubes galeses.

### Crisis económica
Entre 2022 y 2023, tres clubes fueron suspendidos de la competencia a causa de problemas económicos, entre ellos los históricos Wasps RFC quienes obtuvieron seis campeonatos en la competencia, y los Worcester Warriors y London Irish.

Trofeo de campeón hasta la temporada 2024-25.

## Curiosidades
Desde el 2004, el comienzo de la temporada lo marca el London Double Header un doble partido jugado en el Estadio de Twickenham (sede donde Inglaterra juega de local sus partidos internacionales) entre London Wasps y Saracens y el otro partido entre London Irish y Harlequins, salvo en el 2005 que los Harlequins habían descendido y se jugó contra el Leeds Carnegie.

## Competición

### Formato
La temporada regular de la Premiership va de septiembre a mayo y consta de 18 jornadas, en las que cada club juega contra su rival en casa y fuera. Durante un partido de la Premiership, los puntos que recibe cada equipo para la clasificación de la liga pueden ser ganados de varias formas distintas:
- 4 puntos por una victoria.
- 2 puntos por un empate.
- 1 punto de bonus por perder por 7 puntos o menos.
- 1 punto de bonus por marcar 4 tries o más en un partido.
- 0 puntos por una derrota.

Tras las 18 jornadas de la temporada regular, la posición final en la tabla de clasificación determina que equipos acceden a la fase final (los cuatro primeros acceden a semifinales). El primero y el segundo tienen el privilegio de jugar en casa las semifinales frente al cuarto y tercero, respectivamente. Las semifinales se juegan en mayo, los ganadores de ambos partidos acceden a la final del campeonato, que se juega en Twickenham. El vencedor de la final es el ganador de la liga.

### Ascensos y descensos
Hay un sistema de ascensos y descensos a y desde la Premiership. El equipo clasificado último tras la temporada regular de la Premiership desciende a National Division One, mientras que el campeón de la National Division One asciende a la Premiership para la siguiente temporada. Sin embargo, los ascensos y descensos están sometidos a un Criterio de Mínimos (Minimum Standards Criteria).

### Competiciones europeas
Los equipos que juegan la Premiership también compiten en las dos competiciones de la European Rugby Cup: la Copa de Campeones y la European Challenge Cup. El número de equipos que toman parte en cada competición varía cada temporada de acuerdo a los resultados de los equipos ingleses en la temporada precedente. Los cuatro equipos situados en primer lugar se clasifican para la Heineken Cup, aunque más equipos pueden clasificarse en distintas formas: fue el ganador de la anterior Heineken Cup, el campeón de la European Challenge Cup o el ganador de la EDF Energy Cup. En total, seis equipos suelen competir en la Heineken Cup. Si el ganador de la Heineken Cup, European Challenge Cup o EDF Energy Cup es uno de los cuatro primeros clasificados de la Premiership, entonces el finalista de la Heineken Cup se podría clasificar (si es un equipo inglés), si está clasificado tras el cuarto de la Premiership. Siete equipos podrán competir en la Heineken Cup si un club inglés avanza más lejos que cualquier otro francés o italiano. Los equipos que no se clasifican para la Heineken Cup juegan la European Challenge Cup.

### Patrocinadores
- Courage League: de 1987-1988 a 1996-1997.
- Allied Dunbar Premiership: de 1997-1998 a 1999-2000.
- Zurich Premiership: de 2000-2001 a 2004-2005.
- Guinness Premiership: de 2005-2006 a 2009-2010.
- Aviva Premiership: de 2010-2011 a 2017-2018.
- Gallagher Premiership: de 2018-2019 a actualidad.

## Equipos actuales
| Equipo             | Estadio            | Capacidad | Ciudad/Área                           |
| ------------------ | ------------------ | --------- | ------------------------------------- |
| Bath               | Recreation Ground  | 12 300    | Bath, Somerset                        |
| Bristol            | Ashton Gate        | 27 000    | Brístol                               |
| Exeter Chiefs      | Sandy Park         | 10 744    | Exeter, Devon                         |
| Gloucester         | Kingsholm Stadium  | 16 500    | Gloucester, Gloucestershire           |
| Harlequins         | Twickenham Stoop   | 14 816    | Twickenham Stadium, Middlesex/Londres |
| Leicester Tigers   | Welford Road       | 24 000    | Leicester, Leicestershire             |
| Newcastle Falcons  | Kingston Park      | 10 200    | Newcastle, Tyne y Wear                |
| Northampton Saints | Franklin's Gardens | 13 600    | Northampton, Northamptonshire         |
| Sale Sharks        | AJ Bell Stadium    | 12 000    | Salford, Gran Mánchester              |
| Saracens           | StoneX Stadium     | 10 000    | Barnet, Middlesex/Londres             |

## Campeonatos
| Edición | Temporada | Campeón            | Resultado    | Subcampeón         |
| ------- | --------- | ------------------ | ------------ | ------------------ |
| I       | 1987-88   | Leicester Tigers   | Liga         | Wasps              |
| II      | 1988-89   | Bath               | Liga         | Gloucester         |
| III     | 1989-90   | Wasps              | Liga         | Gloucester         |
| IV      | 1990-91   | Bath               | Liga         | Wasps              |
| V       | 1991-92   | Bath               | Liga         | Orrell R.U.F.C.    |
| VI      | 1992-93   | Bath               | Liga         | Wasps              |
| VII     | 1993-94   | Bath               | Liga         | Leicester Tigers   |
| VIII    | 1994-95   | Leicester Tigers   | Liga         | Bath               |
| IX      | 1995-96   | Bath               | Liga         | Leicester Tigers   |
| X       | 1996-97   | Wasps              | Liga         | Bath               |
| XI      | 1997-98   | Newcastle Falcons  | Liga         | Saracens           |
| XII     | 1998-99   | Leicester Tigers   | Liga         | Northampton Saints |
| XIII    | 1999-00   | Leicester Tigers   | Liga         | Bath               |
| XIV     | 2000-01   | Leicester Tigers   | Liga         | Wasps              |
| XV      | 2001-02   | Leicester Tigers   | Liga         | Sale Sharks        |
| XVI     | 2002-03   | Wasps              | 39 - 3       | Gloucester         |
| XVII    | 2003-04   | Wasps              | 10 - 6       | Bath               |
| XVIII   | 2004-05   | Wasps              | 39 - 14      | Leicester Tigers   |
| XIX     | 2005-06   | Sale Sharks        | 45 - 20      | Leicester Tigers   |
| XX      | 2006-07   | Leicester Tigers   | 44 - 16      | Gloucester         |
| XXI     | 2007-08   | Wasps              | 26 - 16      | Leicester Tigers   |
| XXII    | 2008-09   | Leicester Tigers   | 10 - 9       | London Irish       |
| XXIII   | 2009-10   | Leicester Tigers   | 33 - 27      | Saracens           |
| XXIV    | 2010-11   | Saracens           | 22 - 18      | Leicester Tigers   |
| XXV     | 2011-12   | Harlequins         | 30 - 23      | Leicester Tigers   |
| XXVI    | 2012-13   | Leicester Tigers   | 37 - 17      | Northampton Saints |
| XXVII   | 2013-14   | Northampton Saints | 24 - 20      | Saracens           |
| XXVIII  | 2014-15   | Saracens           | 28 - 16      | Bath               |
| XXIX    | 2015-16   | Saracens           | 28 - 20      | Exeter Chiefs      |
| XXX     | 2016-17   | Exeter Chiefs      | 23 - 20      | Wasps              |
| XXXI    | 2017-18   | Saracens           | 27 - 10      | Exeter Chiefs      |
| XXXII   | 2018-19   | Saracens           | 37 - 34      | Exeter Chiefs      |
| XXXIII  | 2019-20   | Exeter Chiefs      | 19 - 13      | Wasps              |
| XXXIV   | 2020-21   | Harlequins         | 40 - 38      | Exeter Chiefs      |
| XXXV    | 2021-22   | Leicester Tigers   | 15 - 12      | Saracens           |
| XXXVI   | 2022-23   | Saracens           | 35 - 25      | Sale Sharks        |
| XXXVII  | 2023-24   | Northampton Saints | 25 - 21      | Bath               |
| XXXVIII | 2024-25   | Bath               | 23 - 21      | Leicester Tigers   |
| XXXIX   | 2025-26   | A disputarse       | A disputarse | A disputarse       |

## Palmarés
Actualizado hasta la temporada 2024-25
| Equipo             | Campeón | Subcampeón |
| ------------------ | ------- | ---------- |
| Leicester Tigers   | 11      | 8          |
| Bath Rugby         | 7       | 6          |
| Wasps RFC          | 6       | 6          |
| Saracens           | 6       | 4          |
| Exeter Chiefs      | 2       | 4          |
| Northampton Saints | 2       | 2          |
| Harlequins         | 2       |            |
| Sale Sharks        | 1       | 2          |
| Newcastle Falcons  | 1       |            |
| Gloucester Rugby   |         | 4          |
| Orrell R.U.F.C.    |         | 1          |
| London Irish       |         | 1          |